# Tycherus blanki
Tycherus blanki är en stekelart som beskrevs av Diller 2003. Tycherus blanki ingår i släktet Tycherus och familjen brokparasitsteklar. Inga underarter finns listade i Catalogue of Life.